# Осогово (хижа)
 Тази статия е за хижата.  За планината вижте Осогово.  За други значения вижте Осогово (пояснение).
Хижа „Осогово“ е туристическа хижа в планината Осогово, югозападно от Кюстендил на 18 km по асфалтово шосе.
Разположена е на 1640 метра н.в., в местността Плавилото, в подножието на връх Кюнек. Поради централното си разположение представлява удобен изходен пункт за посещение на високата част на планината.

## История
Хижата е построена от кюстендилските туристи през 1927 – 1928 г. като първа туристическа хижа в Осоговската планина. За набиране на средства за строежа още през 1923 г. е създаден фонд „Хижа" при дружество „Руен" от Юношеския туристически съюз. Те се събират от доброволни вноски, давани от учреждения, предприятия, банки, частни лица, от приходи от устроени литературно-музикални утра, забави и вечеринки и др. През 1924 г. общината в Кюстендил отпуска първата по значителна сума от 15 000 лв. Българската земеделска банка предоставя 2000 лв., а Окръжната постоянна комисия – безплатен дървен материал. Избраният в края на 1924 г. инициативен комитет с председател кюстендилският адвокат и общественик Милан Киселички е особено активен и се пристъпва към изграждането на хижата. Материалите се изнасят с коне и на гръб в раници от туристи ентусиасти. Строежът е извършен през 1927 – 1928 г. от майстор Богоя. Открита е през юли 1928 г. в първия неделен ден след състоялия се в гр. Кюстендил на 12 – 14 юли същата година XXI редовен събор на БТС.
През 1958 г. е ремонтирана и преустроена (направени са тераса, столова и кухня). След 2000 г. хижата е основно обновена и предлага значителни удобства за туристите – самостоятелни санитарни помещения и бани, локално отопление, сателитна телевизия и др.

## Инфраструктура
Комплексът включва триетажна сграда с капацитет 37 легла, самостоятелни санитарни възли и бани, локално отопление, туристическа столова и ресторант; малка хижа и паркинг. Хижата е електрифицирана и водоснабдена. Има телефонна връзка и кабелна телевизия. Пред нея е издигнат православен параклис „Св. св. Петър и Павел“ през 2001 година. В близост до хижата има ски-писти със ски-влек и развъдник на пъстърва.

## Съседни обекти
- връх Кюнек – 1 час пеш;
- връх Човеко – около 3 часа
- връх Руен (2251 m, обект № 27 от 100-те НТО) – 3.30 часа пеш по маркирана пътека;
- хижа „Три буки“ – 2 km, 30 мин. пеш по шосе;
- хижа „Иглика“ – 6 km по шосе.[1]